# Dag der Inheemsen
De Dag der Inheemsen (Indigenous People's Day, in Sranantongo: Ingi Dei) is een jaarlijkse bewustwordingsdag op 9 augustus ingesteld door de Verenigde Naties.

## Verenigde Naties
Op 23 december 1994 stelde de Algemene Vergadering van de Verenigde Naties per resolutie 49/214 de International Day of the World's Indigenous Peoples in. Het primaire doel van deze dag is de nationale overheden stil te laten staan bij de behoeften van hun met naam en toenaam te benoemen en te erkennen oorspronkelijke bewoners, die op grond hiervan rechten kunnen doen gelden op hun cultuurhistorische leefgebied.

## Suriname

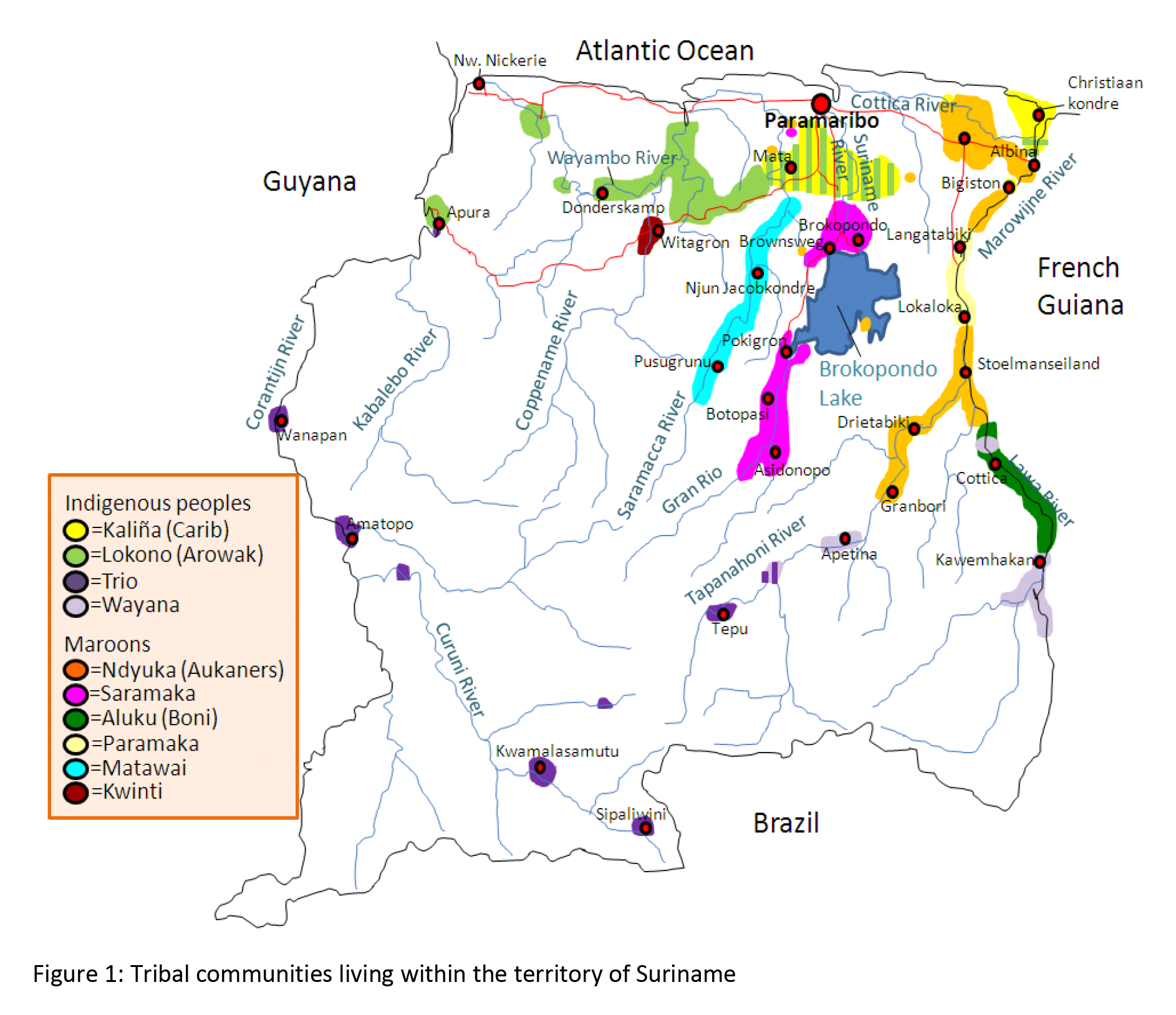
Spreiding van de inheemsen en marrons

In Suriname riep president Venetiaan deze dag in 2006 uit tot nationale feestdag, een officiële vrije dag. Ingi Dei staat symbool voor respect voor en erkenning van de inheemse bevolking van Suriname.  
Tot de inheemse bevolking van Suriname worden verschillende volken gerekend. De Karaïben en Arowakken, wonend aan de kuststrook,  en de Akoerio, Trio en Wayana wonend in het binnenland van Suriname. Ze hebben allen een verschillende taal en cultuur maar strijden samen om erkenning.

### Feestdag
Elke 9 augustus start met een Maya vuurceremonie om 6.00 in de ochtend. Vervolgens bidt men voor eenheid onder volkeren tot de hoofdgod der Inheemsen, Tamushi. Ook een vast onderdeel van de dag is het baden in switi watra, een kruidenwater dat ervoor zorg draagt dat men extra gezegend wordt. In een optocht verplaatst men zich dan naar de Palmentuin, het centrale punt van de Dag der Inheemsen. De Palmentuin wordt tijdens deze viering omgedoopt tot Tawapore-vermandopo, wat oost-west thuis-best betekent. De rest van de dag staat in het teken van zang, dans en overige optredens zoals lezingen om het publiek meer bewust te maken van de geschiedenis en positie van inheemse volkeren. De feestdag is bedoeld voor iedereen, dus ook voor mensen die niet tot de inheemse bevolking behoren.

### Doelstellingen
Naast het gezamenlijk beleven van de cultuur en het tonen van trots op ieders afkomst is een belangrijke doelstelling van deze dag erkenning te vragen voor de levenswijze van de inheemse bevolking, waarbij met name aandacht wordt gevraagd voor de grondenrechten, het onderwijs en de gezondheidszorg. Het doel van de feestdag is bij te dragen aan het verbeteren van de positie van de inheemse bevolking van Suriname.

### Organisaties
Vereniging Inheemse Dorpshoofden Suriname (VIDS) en Organisatie van Inheemsen in Suriname (OIS) zijn de twee belangrijkste stichtingen/organisaties die opkomen voor de rechten van de inheemse bevolking van Suriname.
Ook in Nederland wordt door verschillende organisaties stil gestaan bij de Dag der Inheemsen.